# Tuschezeichner

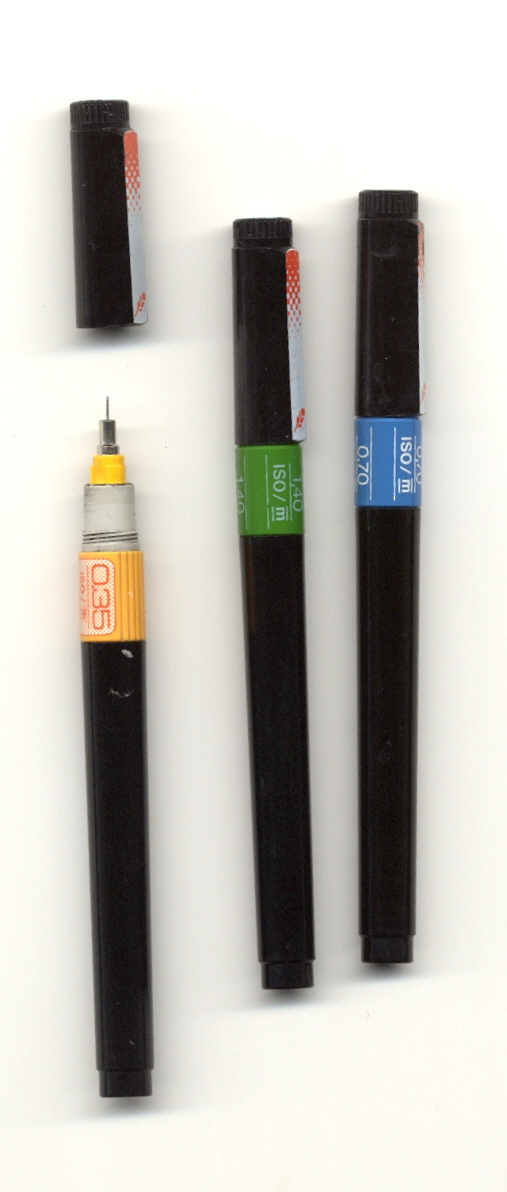
Tuschefüller verschiedener Strichstärken

Tuschezeichner, auch Tuschefüller oder Tuschestift, normgerecht als  Tuschezeichengeräte bezeichnet, sind Zeichenstifte entsprechend DIN 15, die für das technische oder gebundene Zeichnen mit Reißschienen und Zeichenmaschinen von Konstrukteuren, Technischen Zeichnern, Kartografen, Planern und Architekten verwendet werden. Umgangssprachlich wurden und werden oft Markennamen des Herstellers, wie zum Beispiel Rotring „Rapidograph“ (verkürzt „Rapi“) beziehungsweise Isograph oder Skribent verwendet.
Mit wiederbefüllbaren oder auswechselbaren Tuschepatronen und mit festgelegten Strichstärken lösten sie die zuvor gebräuchliche Reißfeder mit frei einstellbarer Breite ab. Als Vorläufer kann man die Trichterfeder und den Tuschefüllhalter mit auswechselbaren Federn (Röhrchenfedern und Flachfedern unterschiedlicher Breite) ansehen.
Nachdem seit vielen Jahren technische Zeichnungen mit CAD-Programmen erstellt werden, sind Tuschefüller nur noch selten in Gebrauch. Künstler und Grafiker verwenden sie auch als Zeichengerät.

## Funktionsprinzip

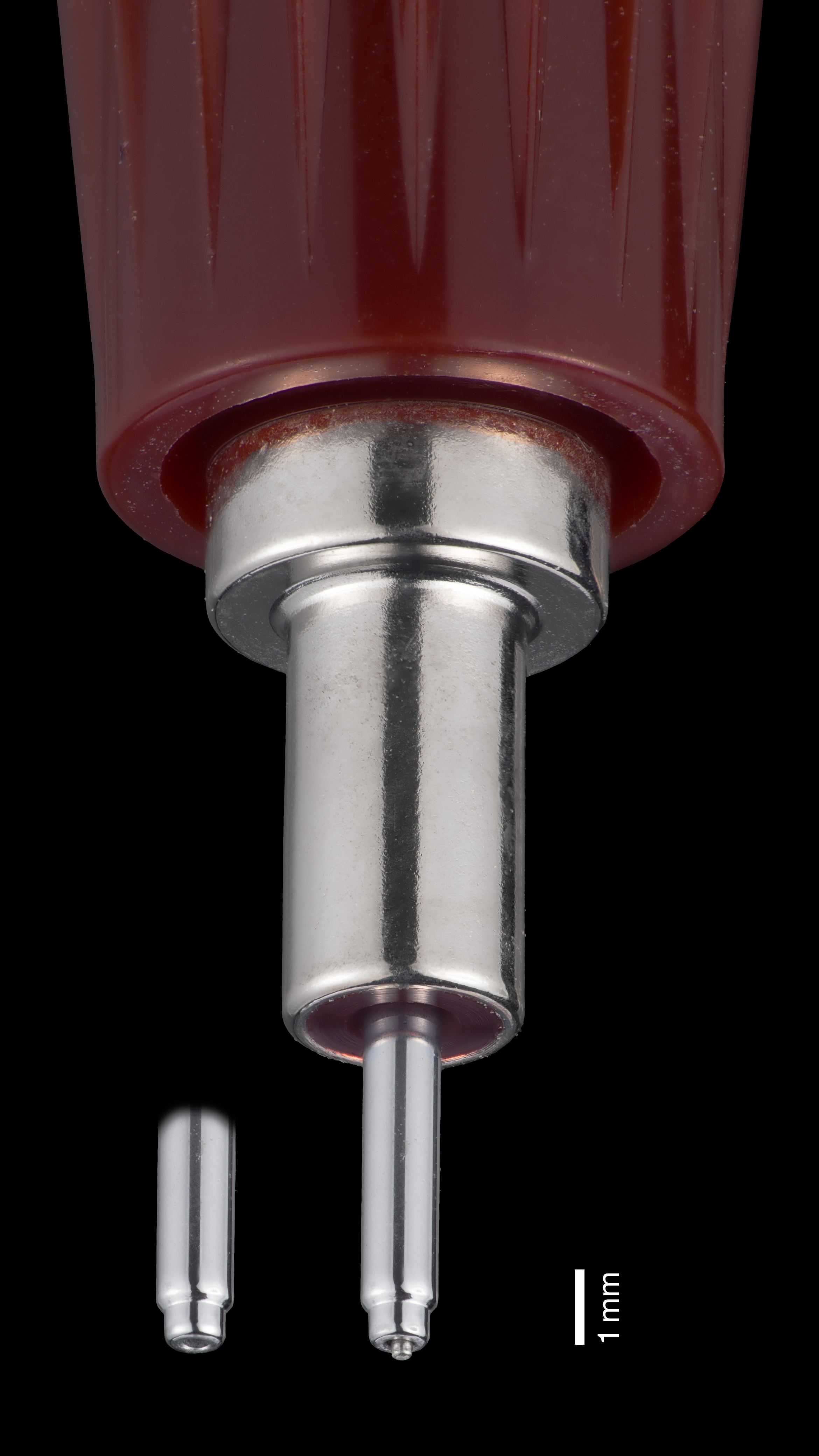
Detailansicht der Spitze mit Dosiernadel

Die Tusche wird aus einem nachfüllbaren Reservoir oder einer Einweg-Patrone mittels eines wendelförmigen Kanals (zum Druckausgleich) und eines über den in einem dünnen Metallröhrchen liegenden, leicht an der Schreiböffnung austretenden Regulierdraht beweglichen Kolbens kontrolliert und gleichmäßig durch dieses Röhrchen (Zeichenrohr, Röhrchenfeder) geleitet, das die Tusche mit einer konstanten Linienbreite auf den Zeichnungsträger bringt. Der Durchmesser des Röhrchens bestimmt die Strichbreite. Die Kennzeichnung der unterschiedlichen Strichbreiten erfolgt mit einer farbigen Markierung an den Stiften oder durch direkte Beschriftung in Millimeter.
| Linienbreite in mm | Kennfarbe nach ISO 9175 | ISO-Strichstärkenreihen mit Kennfarben |
| ------------------ | ----------------------- | -------------------------------------- |
| 0,10               | Rotbraun                |                                        |
| 0,13               | Violett                 |                                        |
| 0,18               | Rot                     |                                        |
| 0,25               | Weiß                    |                                        |
| 0,35               | Gelb                    |                                        |
| 0,50               | Braun                   |                                        |
| 0,70               | Blau                    |                                        |
| 1,00               | Orange                  |                                        |
| 1,40               | Grün                    |                                        |
| 2,00               | Grau                    |                                        |

Verschiedene demontierte Tuschefüller
Tuschefüller Isograph und Rapidograph von Rotring
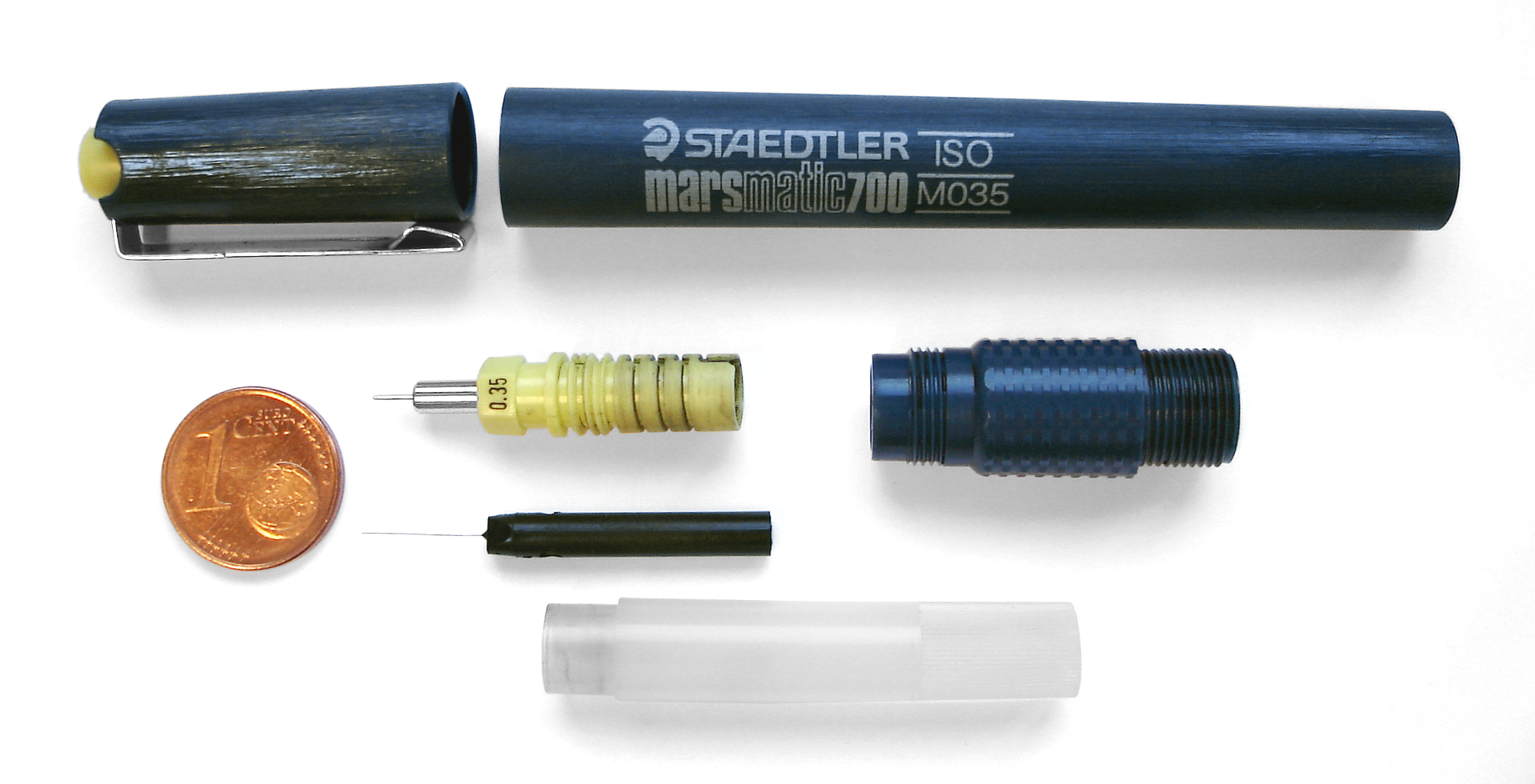
Tuschefüller von Staedtler, vor 1985
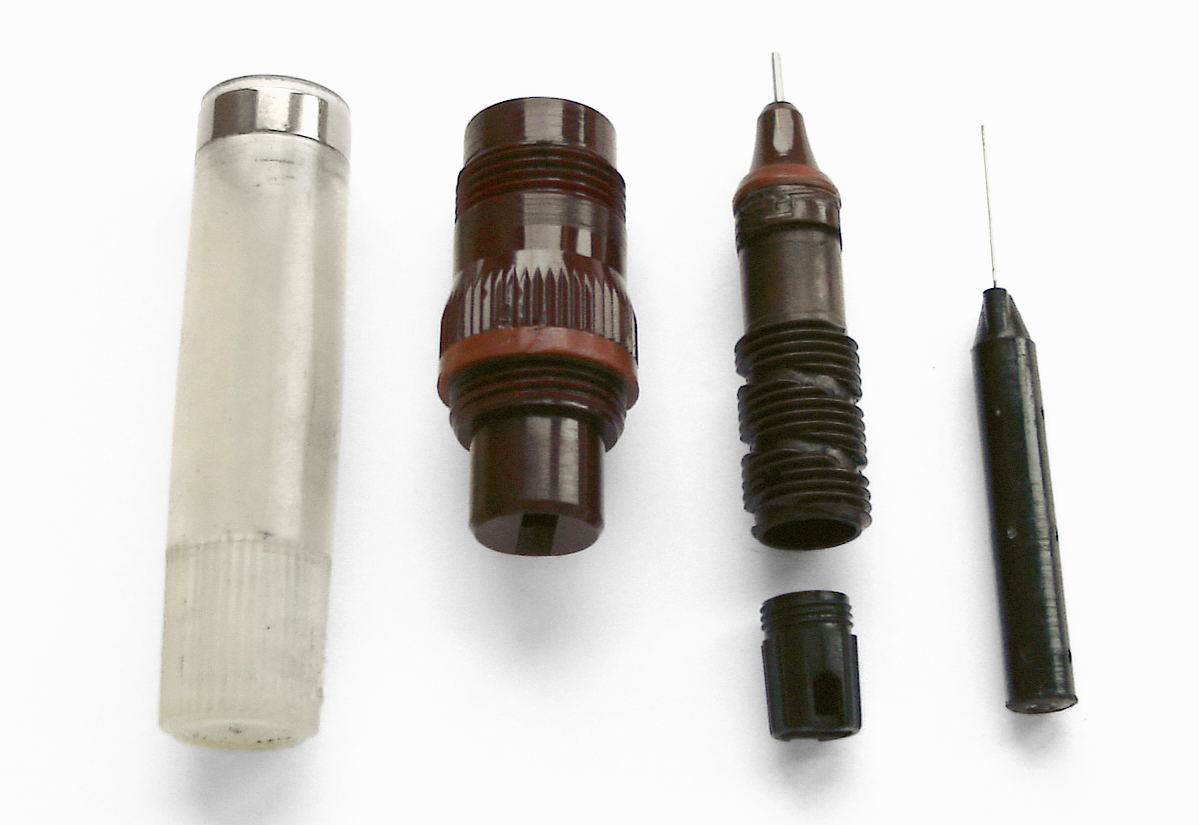
Tuschefüller von Rotring, vor 1975
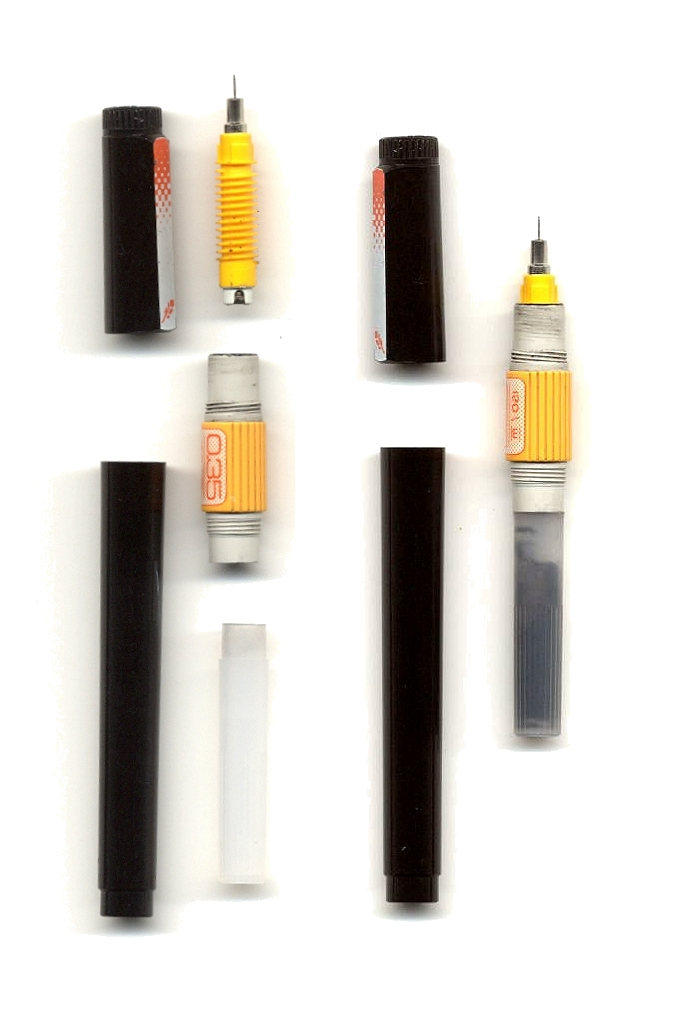
Rapidograph RB teildemontiert und mit gefüllter Tuschepatrone
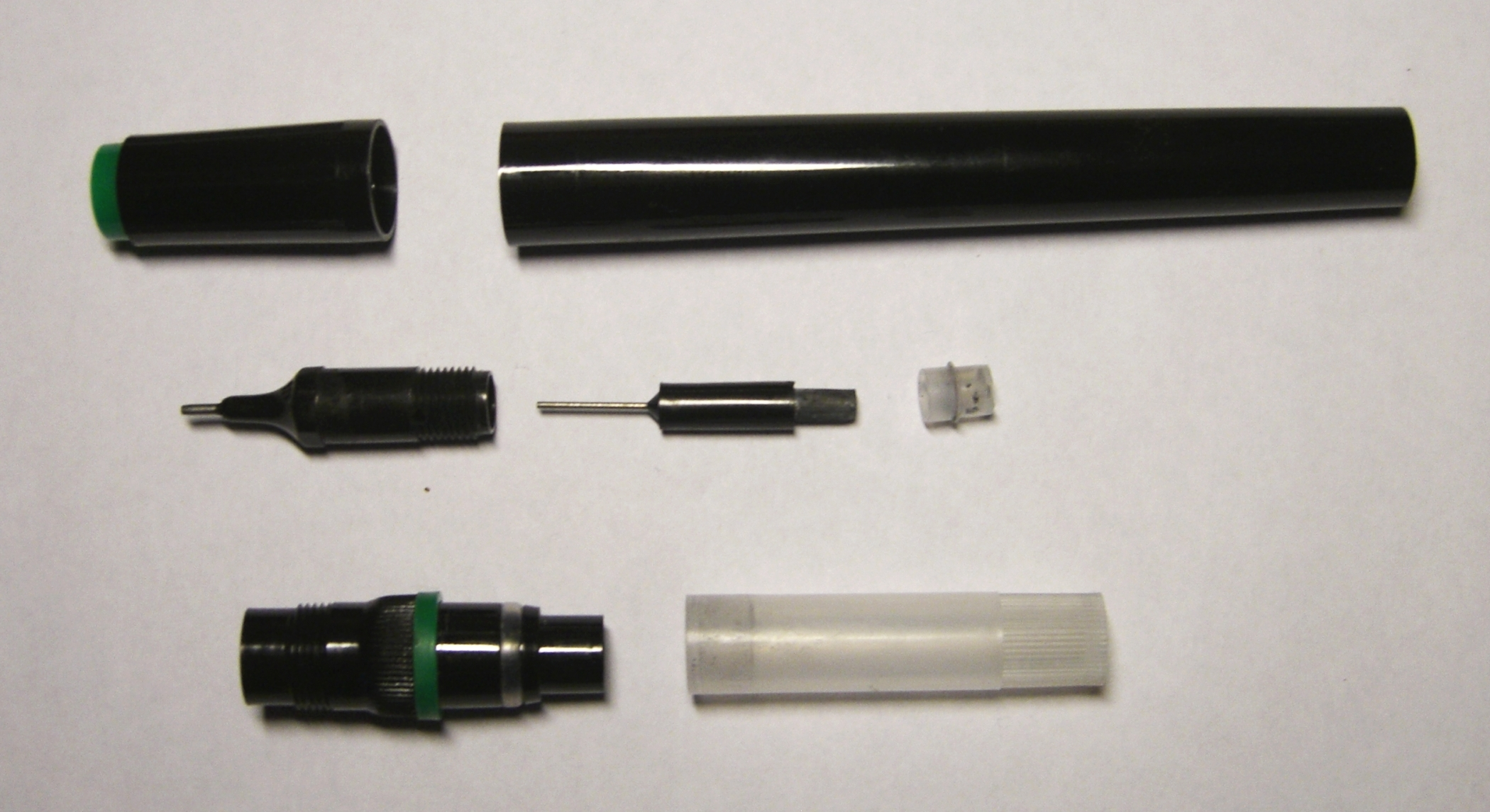
Tuschefüller Skribent, um 1970
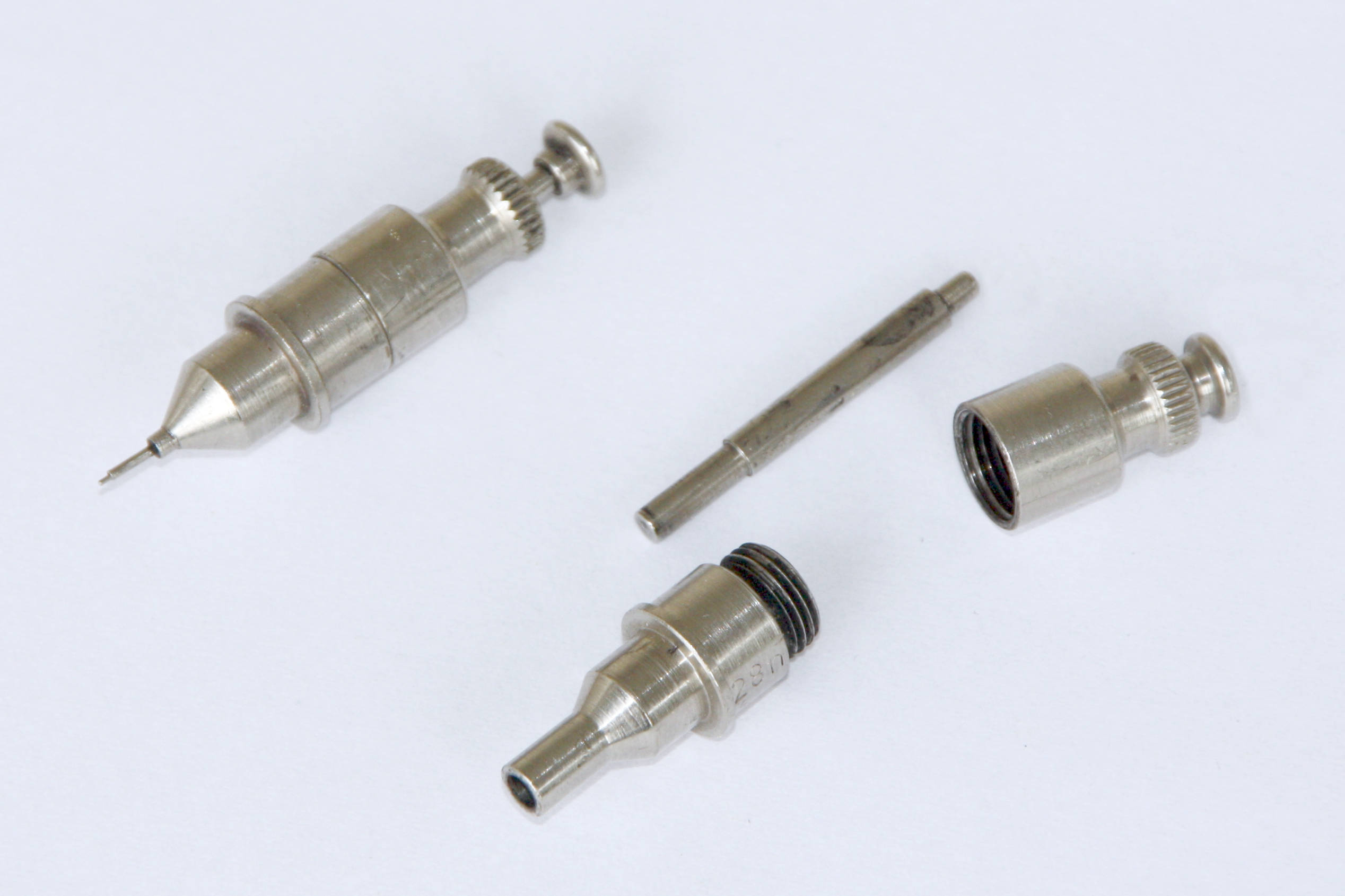
Trichterfeder als Vorläufer des Tuschefüllers

## Zeichentechnik

### Zeichnungsträger

#### Papier
Normgerechte Zeichnungen werden üblicherweise auf Natur-Hochtransparentpapier entsprechend der Norm DIN-ISO 9961 erstellt. Diese bei normaler Lagerung mindestens 10 Jahre lang nutzbaren Papiere unterscheiden sich in ihrer Oberflächenbeschaffenheit, sie werden in Glatt oder Matt hergestellt.
Je nach Flächengewicht des Papieres können fehlerhafte Linien bis zu viermal entfernt werden, ohne dass die Zeichnung unbenutzbar wird. Diese Korrekturen sollten nach Maßgabe des Papierherstellers erfolgen. Üblich sind spezielle Radiergummis oder -stifte, ebenso gebräuchlich ist das Abhobeln der getrockneten Tusche mit Rasierklingen, Glasfaserstiften oder speziellen Schabern. Um gerade Linien zu entfernen, wurde ein spezieller Tuschehobel entwickelt.
Die so erstellten Originale werden als Lichtpausen oder Fotokopien vervielfältigt.

#### Folie
Für die Bearbeitung von Karten-Originalen oder z. B. den Schaltungsentwurf von Leiterplatten wurden transparente PVC-Kunststofffolien (Astralon oder Sicoprint) oder beschichtete Mylarfolien als Zeichenmedium verwendet, die mechanisch beständiger und unempfindlich gegen Feuchtigkeit sind.
Diese erfordern die Verwendung spezieller Folientuschen, die die Kunststoffoberflächen anlösen. Für die Verwendung solcher anlösender Tuschen (z. B. K-Tusche) müssen dafür geeignete Tuschefüller benutzt werden. Die Kunststoffteile dieser Stifte bestehen dafür aus nicht anlösendem ABS-Kunststoff und die Metallteile sind teilweise mit einer Goldschicht geschützt (Beispiel Foliograph, später Isograph F von Rotring aus grauem Kunststoff).
Die so bearbeiteten Originale werden reprotechnisch durch Kontaktkopie auf Fotografischem Film oder durch Folienkopie (sogenannte Astralonkopie) weiter verarbeitet.

### Tusche
Eine Tusche ist nach der Norm ISO 9957 eine wässerige Flüssigkeit, deren Farbe durch feinsten schwarzen Rußstaub vorgegeben ist. Diese Tusche muss wasserfest, temperaturunempfindlich und lichtecht sein. Eine Lagerfähigkeit von mindestens zwei Jahren bei ungeöffneter Originalverpackung wird angenommen.
Außerhalb dieser Norm wurden auch farbige Tuschen angeboten. Blaue Farbe ist (z. B. bei einer Blaupause) nicht kopierbar, es lassen sich damit nicht reproduzierende Hinweise auf Originalen anfertigen. Auch die anlösenden Tuschen für Kunststoff-Zeichenfolien gab es für Entwurfsarbeiten in verschiedenen Farben.
Ende der 1970er Jahre gab es Tuschen, die auf Latexbasis hergestellt wurden und als Für Film angeboten wurden. Damit konnten – mehr schlecht als recht – Reprofilme aus Polyester bezeichnet werden.
Wird anstatt Tusche Tinte verwendet, ist die Bezeichnung Tuschezeichengerät nicht erlaubt.

## Andere Verwendungen
Tuschestifte werden auch in Stiftplottern verwendet, um einen maschinellen Plot (z. B. eine per CAD erstellte technische Zeichnung) computergesteuert auf Papier oder Folie zu zeichnen (plotten).
Ebenfalls üblich war die Benutzung in Messschreibern sowie in Beschriftungsgeräten.

## Zubehör
Durch die in der DIN-ISO 9175 genormte Mindestlänge und Durchmesser der Zeichenspitzen
sind Tuschefüller eingebunden in ein ganzes System weiterer Werkzeuge und Hilfsmittel, zusammenfassend Reißzeug genannt. Durch die Länge der Spitze wird zum Beispiel ein Unterlaufen der Tinte unter Lineale und Schablonen verhindert, da Zubehörhersteller eine geeignete Abschrägung ihrer Werkzeuge entwickeln konnten.
Der Vorgänger dieser Norm, die DIN 6775, kennzeichnete geeignete Geräte mit einem Prüfzeichen. Das Micronormzeichen war ein über- und unterstrichener Kleinbuchstaben m.
Dieses Symbol wurde in die aktuelle Norm nicht übernommen und ist damit seit Juni 1990 obsolet. Es hatte sich jedoch in der Praxis bewährt und wurde wohl auch später noch verwendet.

### Schriftschablonen
Für die in den DIN 16 und DIN 17 festgesetzten Normschriften gibt es Schablonen in unterschiedlichen Größen für die jeweiligen Linienstärken. Daneben gibt es auch nicht-genormte Schriften. Anfang der 1980er Jahre kamen elektrische Beschriftungsgeräte auf den Markt, in die Tuschefüller eingesetzt und über eine alphanumerische Tastatur Größe und Text eingegeben werden konnten, um die zeitaufwändige Beschriftung mittels Schablone zu ersetzen.

### Zeichenschablonen
Für die normgerechte Darstellung von Symbolen gibt es spezielle Zeichenschablonen. So beispielsweise Schaltungssymbole für die Elektroplanung oder elektrische und pneumatische Schaltkreise, Möbel in Standardabmessungen in unterschiedlichen Maßstäben, Form- und Lagetoleranzen, Sanitärobjekte für Planungen im Baubereich und chemische Strukturformeln. Statt Zirkeln werden für die schnellere Darstellung von Teil- oder Vollkreisen, Kreisschablonen mit abgestuften Durchmessern verwendet. Zum Zeichnen von Ellipsen gibt es ebenfalls Schablonen, die jedoch nur einen vorgegebenen Bereich des mathematisch Möglichen abdecken.

### Verwendung mit Zirkel

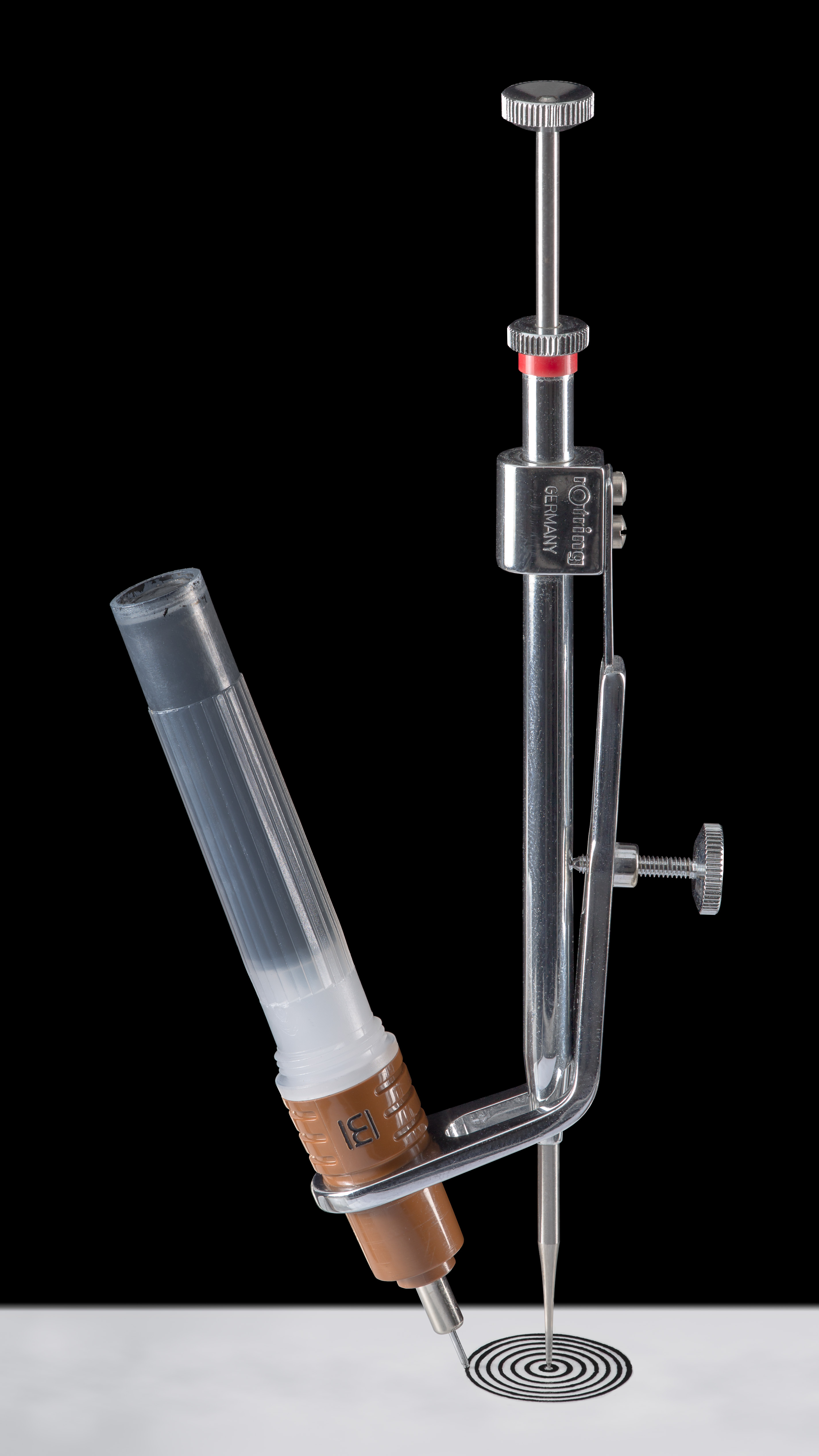
Fallnullenzirkel mit Tuschefüller

Die Tuschefüller haben meist ein Gewinde am vorderen Ende. In den Zirkelkästen der gehobenen Klasse befanden sich spezielle Aufnahmen mit dem entsprechenden Gegengewinde zur Befestigung eines Tuschefüllers. Diese Aufnahmen können, neben dem gebräuchlichsten zweischenkligen Zirkel, auch in Sonderformen wie Fallnullenzirkel und Stangenzirkel mit Radien bis zu ca. 120 Zentimetern Verwendung finden. Oftmals sind jedoch Innengewinde an Zirkeln und Außengewinde an Tuschefüllern unterschiedlicher Hersteller unter Umständen nicht kompatibel.

### Rasierklinge
Ein weiteres sinnvolles Zubehör beim Zeichnen auf Transparentpapier und anderen nicht saugenden Materialien ist eine Rasierklinge. Damit lassen sich kleine „Rotznasen“, die beim Aufsetzen des Tuschestifts entstehen können, sehr effektiv entfernen. Jedoch darf nicht zu viel Druck ausgeübt werden, da sonst das empfindliche Papier beschädigt wird. Größere Flächen sind auch möglich, jedoch sind solche Korrekturen immer sichtbar.

## Markennamen
Unter der Marke „Rapidograph“ werden verschiedene Modelle der Firma Rotring vertrieben, die die ersten Tuschefüller entwickelte. Aus dem Haus stammt auch das Modell „Isograph“.
Neben dem weltweiten Marktführer Rotring haben auch andere Hersteller von Zeichenwerkzeugen Tuschefüller im Angebot. Staedtler vertreibt seine Stifte unter dem Namen „marsmatic“, auf dem deutschsprachigen Markt bieten noch Faber-Castell und Aristo vergleichbare Füller an. In anderen Ländern gibt es Anbieter, die zumeist nur deren lokalen Markt belieferten.
Die führende Marktstellung des Herstellers Rotring hat dazu geführt, dass Tuschefüller im englischen Sprachraum umgangssprachlich „Rotring“ oder „Rotring-pen“ genannt werden.
In der DDR wurden Tuschezeichengeräte bis Anfang der 1980er Jahre ausschließlich von der Firma Cleo Schreibgeräte (heute Cleo Skribent GmbH) unter der Marke Skribent hergestellt. Danach gab es außerdem eine Serie Tuschezeichner mit dem Namen lin’s 9 plus, die vom Füllhalterwerk Heiko in Wernigerode produziert wurde.